# Khāʾ
Ḫāʾ, o khāʾ (in arabo خاء‎? /xæːʔ/) è la settima lettera dell'alfabeto arabo. Nella numerazione abjad essa assumeva il valore di 600.

## Origine
Ḫāʾ è una delle sei lettere dell'alfabeto arabo che rappresentano delle versioni diverse di altre lettere. Questo fu dovuto al fatto che le 22 lettere originarie (derivanti dagli alfabeti nabateo o siriaco, a seconda delle interpretazioni) non erano sufficienti a rappresentare tutti i fonemi della parlata araba.
Essa rappresenta una diversa versione della lettera ḥāʾ.

## Fonetica
Foneticamente corrisponde alla fricativa velare sorda ([x]). Sia graficamente che foneticamente deriva direttamente dalla lettera ḥāʾ, di cui è una variante.

## Scrittura e traslitterazione
Ḫāʾ viene scritta in varie forme in funzione della sua posizione all'interno di una parola:
| Forma isolata | Forma finale | Forma intermedia | Forma iniziale |
| ﺥ             | ـخ…          | …ـخـ…            | …خـ            |

Nella traslitterazione dall'arabo scientifica è traslitterata ḫ, ma si trova comunemente anche come kh.

## Sintassi
Ḫāʾ è una lettera lunare. Ciò significa che quando ad una parola che inizia con questa lettera bisogna anteporre l'articolo determinativo (ال alif-lām, al), esso non subirà alcuna modifica.